# Thecla politus
Thecla politus är en fjärilsart som beskrevs av Druce 1907. Thecla politus ingår i släktet Thecla och familjen juvelvingar. Inga underarter finns listade i Catalogue of Life.